# شهرستان شوپو
شهرستان شوپو (به لاتین: Xupu County) یک شهرستان‌های جمهوری خلق چین در چین است که در هیوایهوا واقع شده‌است. شهرستان شوپو ۳٬۴۳۷٫۹۳ کیلومتر مربع مساحت و ۷۴۱٬۰۱۴ نفر جمعیت دارد.